# 서울 원효로의 백송
서울 원효로의 백송(서울 元曉路의 白松)은 서울특별시 용산구 원효로4가 용산문화원 뒤뜰에 있었던 소나무로, 대한민국 천연기념물 제6호였다.

## 개요
원효로의 백송은 과거 사유지에 위치하여 백송의 훼손 우려와 보호 관리에 어려움이 있었으며, 일반시민의 관람이 곤란하던 것을 용산구에서
구입하여 용산문화원 건물 뒤뜰로 옮겼다. 원효로 백송은 수령이 500여년으로 추정되고, 수고 10m, 가슴높이의 직경 69cm, 지면 근처의 근원직경(根源直徑) 66cm이었다. 이 나무는 동쪽 방향으로 나무의 줄기가 지면과 55도 각도를 이루며 비스듬히 기울어져 자라고 있었고, 서쪽 수관 끝이 밑동에서 동쪽으로 1m쯤 벗어나 있다. 줄기가 기울어 2m, 3.5m, 5m 높이에 철제 지주를 대었다. 2m 높이에서 큰 가지가 두 개로 갈라졌고, 3.5m 높이에서 줄기가 두 갈래로 갈라져 수관을 이루고 있으며 수관폭(樹冠幅)은 동쪽 방향으로 8m, 서쪽 방향으로 0.8m, 남쪽 방향으로
5m, 북쪽 방향으로 5.6m 뻗어 있었다. 2003년 뿌리 생육상태 불량으로 고사되어 신초의 발생이 전혀 없으며 목질부가 백색으로 노출되고 수간부도 10%만이 남아있는 등 천연기념물로서의 가치가 없어져 지정 해제되었고, 나무는 잘라진 뒤 용산문화원에 표본 전시되고 있다.
원효로의 백송 가까운 서쪽 언덕 위에는 '倭明講和之處(왜명강화지처)'란 글씨가 음각된 자연석의 비석이 서 있다. 1593년 정초부터 패퇴하던 일본군과 명군(明軍) 사이에 휴전교섭이 이루어졌는데, 한강의 정경을 바라보며 풍류를 즐기던 이곳 심원정(心遠亭)에서 명나라 심유경(沈惟敬)과 일본의 가토 기요마사(加藤淸正) 등이 화의를 맺고 강화비(講和碑)를 세웠다고 한다. 백송과의 직접적인 관련성 여부는 알 수 없으나 이 나무의 원산이 중국이란 것과 나이로 미루어 강화도 조약 당시에 기념 식재한 것으로 보기도 한다.

## 문화재 정보
- 지정번호 : 천연기념물 제6호
- 지정연월일 : 1962년 12월 3일
- 지정해제일 : 2003년 7월 4일
- 수량 : 1주, 101m2
- 분 류 : 식물(노거수)
- 소유자 : 서울특별시
- 소재지 : 서울특별시 용산구 원효로 4가 87-2

 본 문서에는 서울특별시에서 지식공유 프로젝트를 통해 퍼블릭 도메인으로 공개한 저작물을 기초로 작성된 내용이 포함되어 있습니다.